# Benjamin Bourdon
Pour les articles homonymes, voir Bourdon.
Benjamin Bourdon, né le 5 août 1860 à Montmartin-sur-Mer (Manche) et mort le 11 juillet 1943, est un psychologue français, professeur à l'Université de Rennes. Il est reçu au concours de l'agrégation de philosophie en 1886.

## Publications
- L'Expression des émotions et des tendances dans le langage, Paris, Félix Alcan, coll. «Bibliothèque de philosophie contemporaine», 1892.
- La perception visuelle de l'espace, Paris, 1902.
- L'Intelligence, Paris, Alcan, 1926.
- Les fonctions systématisées de la vie intellectuelle. Nouveau traité de psychologie dirigé par Georges Dumas, tome 5e, Alcan, 1936.